# Mort Shuman
Pour les articles homonymes, voir Shuman.
Mort Shuman, de son vrai nom Mortimer Shuman, né le 12 novembre 1938 à New York et mort le 2 novembre 1991 à Londres, est un compositeur, chanteur, parolier et acteur américain, d'expression anglaise, française et yiddish.

## Biographie

### Origines et études
Né à Brooklyn le 12 novembre 1938, de parents juifs polonais amateurs de musique et d'art, il passe son enfance à Brighton Beach et étudie au New York Conservatory (en),. Il commence des études de philosophie mais y renonce pour une carrière musicale. Acteur, mais surtout compositeur, il commence à écrire des chansons à 18 ans. Très jeune, lors de ses études, il se passionne pour la langue française qui deviendra sa troisième langue, après le yiddish et l'anglais. Il fréquente les clubs de rythm-and-blues à Harlem avec son ami et mentor, l'auteur-compositeur Doc Pomus, rencontré quand il avait 16 ans.

### Collaboration avec Doc Pomus
De 1958 à 1965, Mort Shuman fait équipe avec Doc Pomus : le premier compose sur son piano les musiques et le second écrit les paroles pour des chansons destinées à des artistes pop-rock, qui ont du succès. Une série de rencontres les conduisent en 1957 vers l'éditeur de musique (en) Hill and Range Songs qui travaillait déjà avec Elvis Presley qui enregistrera par la suite une vingtaine de chansons écrites par Mort Shuman . Le tandem parolier-compositeur devient célèbre et reconnu, écrivant notamment A Teenager in Love pour le groupe Dion and the Belmonts en 1959, Sweets for My Sweet pour le groupe The Drifters en 1961 (chantée en français par Frank Alamo sous le titre Biche oh ma biche),  Wrong For Each Other pour Andy Williams (chantée en français par Vic Laurens en 1964 sous le titre Bien qu'on s'aime) et Can't Get Used to Losing You pour Andy Williams (chantée en français par Vic Laurens en 1963 sous le titre Je ne peux pas t'oublier). Pour Elvis Presley, ils composent entre autres A Mess Of Blues, (Marie's the Name) His Latest Flame, Viva Las Vegas et Suspicion (cette dernière adaptée en français par Pierre Saka sous le titre Obsession pour les Chats Sauvages). Installés au Brill Building sur Broadway, ils créent ensemble plus de 500 chansons qui se vendent à plus de 30 millions d'exemplaires.

### Années londoniennes et parisiennes
Malgré ce succès, Mort Shuman quitte New York au milieu des années 1960 pour voyager. S'arrêtant un temps à Londres, en 1965, il y écrit une série de succès pour des artistes britanniques de renommée, dont Little Children pour Billy J. Kramer, She La La La La Lee pour les Small Faces et Here I Go Again pour The Hollies.
En 1966, il se rend en France où il collabore avec la parolière Vline Buggy. Dans les années 1960, il devient une référence écrivant et/ou collaborant entre autres, aux titres My Baby et Get It While You Can pour l'album Pearl de Janis Joplin ; Andy Williams et The Small Faces. Il rencontre Jacques Brel et adapte en anglais 30 de ses chansons dont Amsterdam qu'interprètent Scott Walker en 1967 et David Bowie en 1973, aussi Quand on n'a que l'amour (If We Only Have Love) popularisée par Dionne Warwick.
Séduit par l'Europe, Mort Shuman s'installe à Paris ; sa comédie musicale Jacques Brel Is Alive and Well and Living in Paris est alors jouée à l'Olympia et également dans les grandes villes des États-Unis, du Canada et ailleurs ; ce spectacle est devenu l'une des trois comédies musicales les plus anciennes de l'histoire en dehors de Broadway. Eddy Mitchell, avec qui il se lie très vite d'amitié, est l'un des tout premiers, si ce n'est le premier (dès 1962 avec Les Chaussettes noires) à adapter et chanter Shuman. En 1964 et 1965 notamment, ils écrivent plusieurs chansons ensemble.
Les chansons qu'interprète Mort Shuman sont souvent des succès. Dans les années 1970, il enchaîne en particulier Papa-Tango-Charly, écrite par Philippe Adler, Sorrow, Imagine et surtout Brooklyn by the sea et Le Lac Majeur, dont les textes sont écrits par Étienne Roda-Gil, jusque-là parolier attitré de Julien Clerc. Son attachée de presse est Tony Krantz.
Mort Shuman continue la composition, écrivant notamment quelques titres pour Eddy Mitchell, Michel Sardou et Johnny Hallyday. Très affecté par la disparition de Jacques Brel en octobre 1978, il ralentit sa production musicale mais surtout, il renonce définitivement à la scène et s'installe à Londres en 1982. Il revient épisodiquement en France, surtout pour séjourner dans sa villa de Caudéran près de Bordeaux en Gironde. Après 1982, Mort Shuman n'apparaîtra plus dans les émissions de variétés françaises à la télévision, si ce n'est lors de l'émission de Michel Drucker Champs-Elysées diffusée sur Antenne 2 le 29 octobre 1983 pour y faire, avec les chanteuses Modesty et Nicoletta, la promotion de sa comédie musicale sur Paris, intitulée Ma ville.
Après 1979 et l'obtention de six albums d'or, Mort Shuman, qui a pour agent Charley Marouani, sortira encore quatre albums, entre 1980 et 1991, mais ces derniers n'auront pas les succès de ceux des années 1970, avec aucun tube en particulier. 
En 1991, il continue encore d'écrire, notamment la partition d'une autre comédie musicale intitulée Save the Last Dance for Me (à partir de son tube de 1976 avec Doc Pomus) qui devait être lancée à Londres. Il enregistre en duo avec Eddy Mitchell Vraiment bien ; diffusé en 45 tours, ce titre est le dernier enregistré par Mort Shuman. Peu de temps avant sa mort, le label Atlantic Records sort son premier album avec Shuman, Distant Drum.

### Sa mort
Il subit une opération du foie au printemps 1991 et meurt quelques mois plus tard, le 2 novembre 1991, dans un hôpital de Londres des suites d'un cancer du foie à l'âge de 52 ans, laissant son épouse, Maria-Pia Vezia, et leurs deux filles, Maria-Cella et Eva-Maria. 
Il est dans un premier temps, le 6 novembre, enterré dans le cimetière juif de Golders Green à Barnet, dans la banlieue de Londres. Ses amis venus de France, Richard White, Tony Krantz, Nicole Savourat, Monique Le Marcis de RTL, le producteur Gérard Baqué, Philippe Lavil, Johnny Hallyday et Eddy Mitchell sont parmi les quelques connaissances présentes lors de l’enterrement. Hallyday dépose sur sa tombe une cassette audio avec l'enregistrement de Dans un an ou un jour, sa dernière composition qu'il n'a pu écouter, la maladie l'ayant emporté avant la sortie de l'album Ça ne change pas un homme. Quelques années plus tard, le cercueil de la dépouille de Mort Shuman est transféré en France dans un caveau (vraisemblablement celui de sa belle-famille Linx-Labarrère) dans le cimetière des Pins-Francs à Bordeaux (Gironde).

## Vie privée
Le 1er octobre 1974, à Villiers-Saint-Benoît dans l'Yonne, Mort Shuman épouse Élisabeth Moreau, avec qui il a composé des chansons (La Lampe, My Name Is Mortimer, Comme avant, Le Nègre blanc). En 1976, ils ont une fille, Barbara Shuman. Après leur divorce en 1979, il épouse Maria-Pia Vezia en secondes noces.

## Discographie

### Comédies musicales
- 1968 : Jacques Brel Is Alive and Well and Living in Paris
- 1983 : Ma ville
- 1988 : Budgie - The Musical
- 2012 : Save the Last Dance for Me

### Bandes originales de films
- 1971 : Le Roman d'un voleur de chevaux (Romance of a Horsethief) d'Abraham Polonsky
- 1972 : A Day at the Beach de Simon Hesera
- 1974 : Les Guichets du Louvre de Michel Mitrani
- 1976 : À nous les petites Anglaises de Michel Lang
- 1976 : Nick Verlaine ou Comment voler la Tour Eiffel, mini série télévisée de Claude Boissol
- 1976 : Sex O'Clock USA de François Reichenbach, (avec Christian Gaubert)
- 1976 : Rue Haute de André Ernotte
- 1976 : Une femme fidèle de Roger Vadim, (avec Pierre Porte)
- 1976 : Un type comme moi ne devrait jamais mourir de Michel Vianey
- 1976 : Une vraie jeune fille de Catherine Breillat
- 1977 : La Nuit de Saint-Germain-des-Prés de Bob Swaim, (avec Christian Gaubert)
- 1977 : Plus ça va, moins ça va de Michel Vianey
- 1977 : Monsieur Papa de Philippe Monnier
- 1978 : L'Hôtel de la plage de Michel Lang
- 1979 : L'Associé de René Gainville, (avec Michel Bernholc)
- 1980 : Tous vedettes de Michel Lang
- 1980 : C'est encore loin l'Amérique ? de Roger Coggio, (avec Jean Bouchety)
- 1981 : Psy de Philippe de Broca
- 1981 : On n'est pas des anges... elles non plus de Michel Lang
- 1981 : Le jour se lève et les conneries commencent de Claude Mulot
- 1984 : Histoire d'O, numéro 2 de Eric Rochat, (avec Stanley Myers et Hans Zimmer)
- 1986 : Cent francs l'amour de Jacques Richard
- 1991 : Salut les copains, série télévisée de Massimo Manganaro et Dominique Masson

### 45 tours (hors albums studio)
- 1959 : Turn Me Loose / I'm A Man
- 1966 : Cry A Little / She Ain't Nothing But A Little Child
- 1975 : La Splendeur de Rome / La Muselière
- 1976 : Sorrow (en anglais)  / Botany Bay (en français)
- 1979 : Money Honey / Instrumental
- 1980 : Machines / La Drôle de folie (que je vis)
- 1981 : Lovely Days / Medley instrumental
- 1982 : Nuit blanche / Cet ami-là
- 1991 : Vraiment bien (chanté en duo avec Eddy Mitchell) / Vraiment bien (chanté en solo)
- Il existe également trois 45 tours interprétés en allemand : Tage wie aus Porzellan (Un été de porcelaine) / Gestern (Sorrow) / Lago Maggiore im Schnee (Le Lac Majeur) ; un en anglais : Amsterdam/Mathilde (de Jacques Brel) ; et un en espagnol : Cuando me amas mas (Slave).
- Le coffret Mes 50 ans de chansons de Jacques Canetti (Les Productions Jacques Canetti – BEC577237 - 2008) contient un inédit chanté par Mort Shuman : Je suis heureux, texte de Norge mis en musique par Philippe-Gérard.

### Interprètes
Shuman a été interprété par plus de 200 artistes, dont Bon Jovi, Bruce Springsteen, Dalida, David Bowie, Eddy Mitchell, Elvis Presley, Janis Joplin, Johnny Hallyday, Lou Reed, Marvin Gaye, Paul Anka, Robert Plant, Ry Cooder et ZZ Top.

## Filmographie

### Comme acteur
- 1971 : Le Roman d'un voleur de chevaux (Romance of a Horsethief) d'Abraham Polonsky : le pianiste. (non crédité au générique)
- 1971 : Jacques Brel Is Alive and Well and Living in Paris de Denis Héroux : le chauffeur de taxi.
- 1976 : La Petite Fille au bout du chemin (The Little Girl Who Lives Down the Lane) de Nicolas Gessner : Ron Miglioriti, le policier. (Mort Shuman a supervisé l'enregistrement de la musique du film composée par Christian Gaubert)
- 1976 : Rue Haute d'André Ernotte : David Reinhardt, le peintre.
- 1976 : Un type comme moi ne devrait jamais mourir de Michel Vianey : Anatole.
- 1977 : La Nuit de Saint-Germain-des-Prés de Bob Swaim : Germain Saint-Germain.
- 1977 : Plus ça va, moins ça va de Michel Vianey : Francis Million, le producteur.
- 1978 : Je te tiens, tu me tiens par la barbichette de Jean Yanne : Larsen, le producteur.
- 1981 : Les Héroïques téléfilm de Joël Santoni : Pascal.
- 1985 : La Lune d'Omaha téléfilm de Jean Marbœuf : le Sergent Reilly. (épisode de la série télévisée Série noire)
- 1986 : Suivez mon regard de Jean Curtelin : l'incontinent.
- 1991 : Martingale téléfilm de Michel Wyn : Mo. (épisode de la série télévisée Coup de foudre)

### Comme musicien
- 1977 : Monsieur Papa de Philippe Monnier : Mort Shuman est au piano.

## Distinctions
- Césars 1977 : nommé pour le César de la meilleure musique originale pour À nous les petites Anglaises
- 1992 : élu au Songwriters Hall of Fame[8],[5]
- 2010 : récipiendaire du prix Ahmet Ertegun du Rock and Roll Hall of Fame[8]